# Град греха (роман)
Град греха је аутобиографски роман Метија Камберија написан 2021. године у којем аутор проговара о систему и деци без родитељског старања. Роман је наставак књиге Град бола која је објављена 2019. године.

## О писцу
Мети Камбери је рођен 2000. године у Нишу, у сиромашној ромској породици. Тумарао је са братом улицама и просио. Променио је три хранитељске породице. У дванаестој години смештен је у дом за незбринуту децу „Душко Радовић”. Због пропуста у образовању није знао да чита и пише. Захваљујући снази воље успео је да заврши средњу школу са одличним успехом и уписао факултет. Након пунолетства, како закон предвиђа, морао је да напусти смештај у дому. Почео је да ради на грађевини и сналазио се уз помоћ пријатеља. Мети већ неколико година ради и у воленторском тиму Уједињених нација у Србији.
Камбери оца никада није упознао, а мајка га је напустила. Почео је да пише како би победио своје унутрашње страхове, немире и демоне. Мети каже о свему томе:
| „ | Мислим да сам раније сазрео од моје генерације и научио сам те уличне кодексе, пре свега да будем моралан, честит, веран, поштен, искрен, иако то људима делује као да сам уличар, праварант, овакав и онакав, али не...(о писању романа) Желео сам прикажем праву слику система. Извршио сам катарзу на неки себи својствен начин и сада ми је пуно лакше. Роман(и) ће сигурно пробудити емоције у сваком читаоцу, и да, то је био један од мојих циљева. Да читаоци схвате да постоје и други животи пуни проблема, и да самим тим увиде колико су њихови проблем мањи у односу на проблеме деце без родитељско старања. | ” |

## О књизи
Град греха је наставак романа Град бола у којем Камбери наставља причу о болу напуштеног детета оскрнављене душе.
Аутор се из Ниша "Града бола" преселио у Београд и њему посветио нови роман назвавши га "Град греха".
У Граду бола где је писао о томе како је бити на дну, када немаш, у Граду греха је писао како је када имаш.
Камбери приказује Београд као велики, и сматра да су веће шансе да се све сакрије, град који са собом носи велике изазове.
Пише о томе како је трошио пуно, другима помагао, управо зато јер никад није имао па је био жељан свега. Био је хаотичан, збуњен. Пише о заљубљивању...
Одломак из књиге:
| „ | Променио ме је живот, промениле су ме књиге. Читајући, поистовећивао сам се са ликовима из омиљених дела. Читајући, имао сам подстицај за размишљање, за ново разумевање, имао сам увид у широке слике. Нешто од те лепоте, животности и изузетности, слило се и у моје поре и осветлило моју унутрашњост. Следећи идеале из књига, постављао сам себи циљеве и у себи померао границе. Никада нисам био равнодушан, тражио сам истину иза легенде, да бих и сам кренуо својим путем и направио нешто од себе… | ” |